# Mistrzostwa Świata w Piłce Nożnej 1998 (eliminacje strefy OFC)
W eliminacjach do finałów Mistrzostw Świata w Piłce Nożnej 1998 we Francji w strefie OFC wzięło udział 10 reprezentacji narodowych.

## Zasady eliminacji
Reprezentacje: Australii, Nowej Zelandii, Fidżi i Tahiti przystąpiły do rozgrywek od II rundy eliminacji. Z pozostałych 6 zespołów utworzono dwie trzyosobowe grupy: Melanezyjską i Polinezyjską. Do II drugiej rundy awansowały zwycięzca grupy Melanezyjskiej i zwycięzca barażu pomiędzy drugim zespołem grupy Melanezyjskiej i zwycięzcą grupy Polinezyjskiej. Z pozostałych na placu boju 6 zespołów utworzono dwie trzyosobowe grupy, z których zwycięzcy awansowali do III rundy eliminacji, polegającej na rozegraniu barażu między zwycięzcami grup. Zwycięski zespół strefy przystępował do decydującego o awansie na mundial barażu z czwartym zespołem strefy azjatyckiej.

## Przebieg

### Runda 1

#### Grupa Melanezyjska
| Lp. | Zespół            | Mecze | Z | R | P | Bramki | Pkt. |
| --- | ----------------- | ----- | - | - | - | ------ | ---- |
| 1   | Papua-Nowa Gwinea | 2     | 1 | 1 | 0 | 3:2    | 4    |
| 2   | Wyspy Salomona    | 2     | 0 | 2 | 0 | 2:2    | 2    |
| 3   | Vanuatu           | 2     | 0 | 1 | 1 | 2:3    | 1    |

| 16 września 1996 | Papua-Nowa Gwinea | 1:1(1:0) | Wyspy Salomona | Lae, Papua-Nowa Gwinea |
| 16 września 1996 | Richard 15'       | 1:1(1:0) | Rukumana 71'   | Lae, Papua-Nowa Gwinea |

| 18 września 1996 | Wyspy Salomona | 2:1(0:1) | Vanuatu     | Lae, Papua-Nowa Gwinea |
| 18 września 1996 | Berry 16'      | 2:1(0:1) | Naukoot 37' | Lae, Papua-Nowa Gwinea |

| 20 września 1996 | Papua-Nowa Gwinea       | 2:1(0:1) | Vanuatu  | Lae, Papua-Nowa Gwinea |
| 20 września 1996 | Furigi 89' · Karong 89' | 2:1(0:1) | Gare 27' | Lae, Papua-Nowa Gwinea |

### Grupa Polinezyjska
| Lp. | Zespół      | Mecze | Z | R | P | Bramki | Pkt. |
| --- | ----------- | ----- | - | - | - | ------ | ---- |
| 1   | Tonga       | 2     | 2 | 0 | 0 | 3:0    | 6    |
| 2   | Samoa       | 2     | 1 | 0 | 1 | 2:2    | 3    |
| 3   | Wyspy Cooka | 2     | 0 | 0 | 2 | 1:4    | 0    |

| 11 listopada 1996 | Tonga          | 2:0(1:0) | Wyspy Cooka | Tonga |
| 11 listopada 1996 | Moleni 89' 67' | 2:0(1:0) |             | Tonga |

| 13 listopada 1996 | Samoa                     | 2:1(2:0) | Wyspy Cooka | Tonga |
| 13 listopada 1996 | Tapunuu 10' · Michael 20' | 2:1(2:0) | Mani 88'    | Tonga |

| 15 listopada 1996 | Tonga      | 1:0(1:0) | Samoa | Tonga |
| 15 listopada 1996 | Tolutua 7' | 1:0(1:0) |       | Tonga |

#### Baraż
Baraż został rozegrany pomiędzy pierwszym zespołem Grupy Polinezyjskiej a drugim zespołem Grupy Melanezyjskiej.
| 15 lutego 1997 | Tonga                                        | 0:4(0:1) | Wyspy Salomona | Nukuʻalofa, Tonga |
| 15 lutego 1997 | Kiriau 34' · Seni 73' · Berry 85' · Peli 87' | 0:4(0:1) |                | Nukuʻalofa, Tonga |

| 1 marca 1997 | Wyspy Salomona                                                                  | 9:0(4:0) | Tonga | Honiara, Wyspy Salomona |
| 1 marca 1997 | Berry 3', 41', 57' · Rukumana 12' · Wabor 37' · Seni 61', 63', 74' · Kiriau 66' | 9:0(4:0) |       | Honiara, Wyspy Salomona |

### 2 runda

#### Grupa 1
| Lp. | Zespół         | Mecze | Z | R | P | Bramki | Pkt. |
| --- | -------------- | ----- | - | - | - | ------ | ---- |
| 1   | Australia      | 4     | 4 | 0 | 0 | 26:2   | 12   |
| 2   | Wyspy Salomona | 4     | 1 | 1 | 2 | 7:21   | 4    |
| 3   | Tahiti         | 4     | 0 | 1 | 3 | 2:12   | 1    |

| 11 czerwca 1997 | Australia | 13:0(4:0) | Wyspy Salomona | Sydney, Australia |
| 11 czerwca 1997 | Damian Mori 2', 15', 37', 55', 82' · John Aloisi 34', 54', 83', 88', 89' · Craig Foster 69' · Ernie Tapai 80' · Mark Bosnich 90' (k) | 13:0(4:0) |                | Sydney, Australia |

| 13 czerwca 1997 | Australia                                                                        | 5:0(3:0) | Tahiti | Sydney, Australia |
| 13 czerwca 1997 | Aurelio Vidmar 17' · Trimboli 39', 44' · Graham Arnold 46' · Matthew Bingley 66' | 5:0(3:0) |        | Sydney, Australia |

| 15 czerwca 1997 | Wyspy Salomona                        | 4:1(2:0) | Tahiti       | Sydney, Australia |
| 15 czerwca 1997 | Seni 38' · Berry 40', 81' · Toata 90' | 4:1(2:0) | Ladivion 84' | Sydney, Australia |

| 17 czerwca 1997 | Wyspy Salomona      | 2:6(1:2) | Australia                                                                                                  | Sydney, Australia |
| 17 czerwca 1997 | Peli 29' · Suri 66' | 2:6(1:2) | Robbie Slater 16' · Graham Arnold 17' · Kaierea 33' (sam.) · Ernie Tapai 48', 52' · Aurelio Vidmar 75' (k) | Sydney, Australia |

| 19 czerwca 1997 | Tahiti                            | 0:2(0:1) | Australia | Sydney, Australia |
| 19 czerwca 1997 | Ned Zelic 17' · Paul Trimboli 86' | 0:2(0:1) |           | Sydney, Australia |

| 21 czerwca 1997 | Tahiti      | 1:1(1:1) | Wyspy Salomona | Sydney, Australia |
| 21 czerwca 1997 | Kwamoae 42' | 1:1(1:1) | Rousseau 44'   | Sydney, Australia |

#### Grupa 2
| Lp. | Zespół            | Mecze | Z | R | P | Bramki | Pkt. |
| --- | ----------------- | ----- | - | - | - | ------ | ---- |
| 1   | Nowa Zelandia     | 4     | 3 | 0 | 1 | 13:1   | 9    |
| 2   | Fidżi             | 4     | 2 | 0 | 2 | 4:7    | 6    |
| 3   | Papua-Nowa Gwinea | 4     | 1 | 0 | 3 | 2:11   | 3    |

| 31 maja 1997 | Papua-Nowa Gwinea | 1:0(0:0) | Nowa Zelandia | Port Moresby, |
| 31 maja 1997 | Moyap 75'         | 1:0(0:0) |               | Port Moresby, |

| 7 czerwca 1997 | Fidżi                 | 0:1(0:0) | Nowa Zelandia | Ba, Fidżi |
| 7 czerwca 1997 | Chris Jackson 82' (k) | 0:1(0:0) |               | Ba, Fidżi |

| 11 czerwca 1997 | Nowa Zelandia                                                                                | 7:0(0:0) | Papua-Nowa Gwinea | Auckland, Nowa Zelandia |
| 11 czerwca 1997 | Vaughan Coveny 10', 16', 35' · Wynton Rufer 26', 30' · Simon Elliott 40' · David Stevens 75' | 7:0(0:0) |                   | Auckland, Nowa Zelandia |

| 15 czerwca 1997 | Fidżi                               | 3:1(2:0) | Papua-Nowa Gwinea | Suva, Fidżi |
| 15 czerwca 1997 | Peters 20' · Masi 25' · Dugunca 88' | 3:1(2:0) | Maiwai 60'        | Suva, Fidżi |

| 18 czerwca 1997 | Nowa Zelandia                                                                   | 5:0(1:0) | Fidżi | Auckland, Nowa Zelandia |
| 18 czerwca 1997 | Wynton Rufer 18', 78' · Vaughan Coveny 66' · Viljoen 84' · Riki van Steeden 85' | 5:0(1:0) |       | Auckland, Nowa Zelandia |

| 18 czerwca 1997 | Papua-Nowa Gwinea | 0:1(0:1) | Fidżi | Port Moresby, Papua-Nowa Gwinea |
| 18 czerwca 1997 | Alipate Driu 28'  | 0:1(0:1) |       | Port Moresby, Papua-Nowa Gwinea |

#### 3 runda
Baraż pomiędzy zwycięzcami grup.
| Auckland |  | Nowa Zelandia - Australia | 0:3(0:2)                    |
| Sydney   |  | Australia - Nowa Zelandia | 2:0(1:0) - awans: Australii |

Zwycięski zespół strefy - Australia przystąpił do decydującego o awansie na mundial barażu z czwartym zespołem strefy azjatyckiej- Iranem.

#### Baraż
Baraż został rozegrany pomiędzy zwycięzcą strefy Oceanii a czwartym zespołem Azji
| Teheran   |  | Iran - Australia | 1:1(1:1)               |
| Melbourne |  | Australia - Iran | 2:2(1:0)- awans: Iranu |

## Awans
Żaden z zespołów ze strefy OFC nie uzyskał awansu do turnieju finałowego Mistrzostw Świata.